# Itambé (Paraná)
Itambé ist ein brasilianisches Munizip im Staat Paraná am Ivaí. Es hat 6.111 Einwohner (2022), die sich Itambenenser nennen. Seine Fläche beträgt 244 km². Es liegt 415 Meter über dem Meeresspiegel.

## Toponymie
Das Wort „Itambé“ kommt aus dem Tupí und bedeutet „scharfer Stein“, durch die Verbindung von i'tá (Stein) und aim'bé (scharf).

## Geschichte
Die Entstehung von Itambé wurde ausgelöst durch die Entwicklung des Kaffeeanbaus in Nordparaná seit den 1930er Jahren. Die Companhia Melhoramentos Norte do Paraná hatte 1925–1927 etwa 13.166 km² Land zwischen den Flüssen Rio Tibaji, Rio Ivaí und Rio Paranapanema erworben. Sie gründete 63 Städte, darunter auch Itambé, und verkaufte landwirtschaftliche Grundstücke an 41.741 Käufer und etwa 70.000 Baugrundstücke. Im Januar 1947 kamen die ersten Siedler in das Gebiet des heutigen Munizips Itambé. Rodung und Besiedlung wurden von der Companhia Melhoramento koordiniert. Im Jahr 1946 wurde die Siedlung gleichzeitig mit dem Beginn des Kaffee- und Getreideanbaus angelegt. Das gesamte Gebiet war mit guten Straßen ausgestattet, die die ländlichen Grundstücke und die Kommunikation mit den städtischen Zentren erleichterten und einen schnellen Transport der landwirtschaftlichen Erzeugnisse ermöglichten. Es dauerte nicht lange, bis weitere Familien in Itambé ankamen. Nachkommen von Deutschen, Spaniern, Japanern, Syrern, Italienern und Polen fanden günstige Bedingungen vor und beschlossen, sich niederzulassen.
Gegründet durch das Staatsgesetz 4.245 vom 25. Juli 1960, wurde sie am 30. November 1961 aus den Gemeinden Marialva, Bom Sucesso und São Pedro do Ivaí ausgegliedert.

## Geografie

### Fläche und Lage
Itambé hat eine Fläche von 244 km². Es liegt auf 23º39'39" südlicher Breite und 51º59'24" westlicher Länge. Die Meereshöhe beträgt 428 Meter. Itambé liegt auf dritten paranaischen Hochebene, die als Hochebene von Guarapuava bezeichnet wird. Es liegt im Bereich der Trapp-Flächen, die sich westlich des Tibagi zwischen  Paranapanema und Ivaí bis zum Paraná erstrecken und als Planalto de Apucarana bezeichnet werden. Geologisch gesehen handelt es sich um einen großen vulkanischen Lavastrom mit Basalten, Diabas und Melaphyr und Sandsteinsedimenten (Botucatu und Caiuá) des Mesozoikums. Daraus entstand  die berühmte Terra Roxa. In der Region sind die Böden tiefgründig, gut entwickelt und von hoher Fruchtbarkeit. Die Qualität der Böden war im Norden von Paraná einer der wichtigsten Faktoren für die Besiedlung.

### Vegetation und Klima
Die ursprüngliche Vegetation entwickelte sich auf dem fruchtbaren Boden üppig und ließ großwüchsige Pflanzen wie Peroba, Zeder, Zimt, Imbuia und andere entstehen.
Das Klima von Itambé ist feucht-mesotherm mit einer Mindesttemperatur von 15 Grad Celsius (Juli und August) und einer Höchsttemperatur von 25 Grad Celsius (Januar). Das Eindringen der atlantischen Polarmasse im Winter oder sogar am Ende des Herbstes führt zu häufigen Frösten, die für einige Kulturen schädlich sind.

### Gewässer
Das hydrographische System der Gemeinde gehört zum Einzugsgebiet des Ivaí, der das Munizip im Südwesten begrenzt. Es wird durchflossen von den rechten Ivaí-Nebenflüssen
- Rio Keller
- Ribeirão Marialva
- Água Gilberto
- Ribeirão Pinguim
- Ribeirão Mariza.

### Straßen
Itambé ist über die PR-546 im Westen an Floresta und weiter nach Maringá und im Osten an Bom Sucesso und weiter nach Jandaia do Sul angebunden. Nach Süden führt die PR-457 nach São Pedro do Ivaí.

### Nachbarmunizipien
| Floresta                             |                                             | Marialva          |
|                                      | Kompassrose, die auf Nachbargemeinden zeigt | Bom Sucesso       |
| Engenheiro Beltrão und Quinta do Sol | Fênix                                       | São Pedro do Ivaí |

## Kommunalverwaltung
- Bürgermeister: Vitor Aparecido Fedrigo (2021/2024), PSD, PP, PL
- Vizebürgermeister: Idelfonso Machado (2021/2024), PSD, PP, PL[5]

## Bevölkerung
Volkszählung 2022:
- Gesamt: 6.111

Index der menschlichen Entwicklung (IDH) für 2010:
- 0,746